# ジェノサイド (ゲーム)
『ジェノサイド』（GENOCIDE）は、1989年7月23日に日本のズームから発売されたX68000用横スクロールアクションゲーム。
同社開発によるゲームソフトの第一弾作品。自機の「トレーサー」を操作し、暴走し始めた中央処理装置「MESIA」から人類を救出する事を目的としている。基本は斬って斬って斬りまくるアクションゲームであり、飛び道具に該当する「ベティ」がゲーム途中から使える以外、パワーアップなどの要素は一切ない。ステージの間には、ストーリーを説明するデモシーンが入る。ベティはプレイヤーキャラの頭上に浮遊している球状の武器で、操作しだいで8方向に攻撃可能。攻防の要になる。
開発はズームが行い、プロデューサーおよびゲーム・デザイン、シナリオは後にX68000用ソフト『ラグーン』（1990年）を手掛けた佐藤明が担当、プログラムは後にアーケードゲーム『神凰拳』（1996年）を手掛けた山崎弘貴が担当、音楽は後に『ラグーン』を手掛けた鈴木英樹が担当している。
後に続編となる『ジェノサイド2』（1991年）が発売された。また、本作は1992年にPCエンジンSUPER CD-ROM²に移植された他、1993年には前述の続編と同時収録されたFM TOWNS用ソフト『ジェノサイド・スクウェア』が発売され、X68000版は2003年にWindows用ソフトとしてプロジェクトEGGにて配信された。

## 設定

### ストーリー
2121年、人類は多くの問題を抱えていた。大量の破壊兵器・増えつづけた人口・国際的なテロ・国家間の極端な貧富の差･･･これら問題を解決する為にある計画が実現に向かう。
地球上すべての国家をある1つのコンピュータによって統括しようという大胆な計画。そしてその中央処理装置はMESIAと呼ばれていた。
2172年、人類の救世主とされるMESIAはついに稼働を開始。2221年にはすべての国家の政治・経済・生活管理・治安を初めあらゆる項目がMESIAの管理下に入った。
2227年、MESIAの指導に従わなかったとして南太平洋の島が消滅した。MESIAによる人類支配の暴挙が始まった。
2228年、MESIAに対向すべく組織された国際平和評議会は技術のすべてをつぎ込みトレーサーと呼ばれる有人バトルマシーンを完成させた。
2230年、人類の運命を掛けたファイナルバトルが始まろうとしている。

### トレーサー
機動性を重視して設計されている。特に背面に装着されたVectorControllUnitと搭乗員の動作をそのままトレースする事によりトレーサーを操作する操作性も相まって機動性は飛躍的に向上した。その高機動ゆえ搭乗者には相当の負担が掛かるらしくコックピット内にはG・E・R・O・Xがマウントされている。

## 登場人物
竜ヶ崎 健
トレーサーパイロット
元世界統一連合メシアシステムセキュリティ要員

## 他機種版
| No. | タイトル                 | 発売日         | 対応機種                | 開発元         | 発売元         | メディア                         | 型式     | 備考                                           |
| --- | ------------------------ | -------------- | ----------------------- | -------------- | -------------- | -------------------------------- | -------- | ---------------------------------------------- |
| 1   | ジェノサイド             | 1992年6月26日  | PCエンジンSUPER CD-ROM² | ブレイングレイ | ブレイングレイ | CD-ROM                           | BRCD2003 |                                                |
| 2   | ジェノサイド・スクウェア | 1993年4月28日  | FM TOWNS                | ズーム         | ズーム         | CD-ROM                           | MTC-1040 |                                                |
| 3   | ジェノサイド             | 2003年10月16日 | Windows                 | ズーム         | ボーステック   | ダウンロード （プロジェクトEGG） | -        | X68000版の移植 無料体験版は2003年8月29日に配信 |
| 4   | ZOOM PACK Ⅰ              | 2023年8月8日   | X68000 Z                | 瑞起           | 瑞起           | SDカード                         | -        | X68000版の移植                                 |

PCエンジン版
- ブレイングレイから発売された。CD-ROMの特性を活かしX68000版のBGMがそのまま収録されている。

FM TOWNS版
- 『ジェノサイド・スクウェア』というタイトルで、続編の2と併せて発売された。キャラクターのリファイン、ゲームバランスの調整等がされておりX68000版より理不尽な展開が減り遊びやすくなっている。

## スタッフ
- ゲーム・デザイン、シナリオ：佐藤明
- メイン・プログラム、サブ・デザイン：山崎弘貴
- キャラクター・デザイン、メカニカル・デザイン：福田正和
- グラフィック・デザイン、BGデザイン：桑原美生
- 音楽、サブ・プログラム：鈴木英樹
- プロデューサー：佐藤明

## 評価
PCエンジン版
- ゲーム誌『ファミコン通信』の「クロスレビュー」では5・3・4・2の合計14点（満40点）となっており[7][5]、レビュアーからは開始直後から敵弾が多くミスが重なる事に関して「ストレスがたまる」といった意見が挙げられ、さらに「はじめの一歩を乗り越えれば楽しいのかもしれないけど、あまりに敷居が高すぎるし見返りも薄いような気がする」などと酷評された[7]。

- その他のゲーム誌において、『月刊PCエンジン』では70・70・70・70・70の平均70点（満100点）、『マル勝PCエンジン』では5・6・6・6の合計23点（満40点）、『PC Engine FAN』の読者投票による「ゲーム通信簿」での評価は以下の通りとなっており、18.58点（満30点）となっている[6]。 また、この得点はPCエンジン全ソフトの中で431位（485本中、1993年時点）となっている[6]。

| 項目 | キャラクタ | 音楽 | 操作性 | 熱中度 | お買得度 | オリジナリティ | 総合  |
| 得点 | 3.25       | 3.42 | 3.21   | 2.83   | 3.04     | 2.83           | 18.58 |

## 補足
ゲーム本体のディスクイメージとマニュアルをまとめたファイルが、かつてメーカー公式ホームページで無償公開されていた。また、現在でもプロジェクトEGGで販売されている。